# Balikh
El riu Balikh o Belikh (àrab: البليخ, al-Balīẖ) és un riu de Turquia i Síria, afluent de l'Eufrates, en el qual desaigua després de passar per la ciutat de Raqqa. Es creu que l'antiga ciutat d'Haran, on vivia el pare d'Abraham, es trobava a la seva riba, tot i que altres sostenen que el riu d'Haran era el Khabur.
En el passat va rebre el nom de Balissus (grec Balissos), o també Belias i Bilecha. A la seva riba es va produir una primera batalla entre Cras i els parts, i on el fill de Cras, Publi, fou derrotat (53 aC).